# Edge (đô vật)
Adam Joseph Copeland (sinh 30 tháng 10 năm 1973), là đô vật người Canada được biết với tên trên võ đài Edge. Anh ta từng thi đấu cho World Wrestling Entertainment (WWE) với tên "The Rated-R Superstar" (Siêu sao hạng R). Anh đã thắng trận Royal Rumble năm 2021 khi bắt ở vị trí số 1. Edge là thành viên trong nhóm Rated-RKO hợp tác với Randy Orton. Copeland cũng từng hợp tác với một người bạn (trong đấu vật) của mình là Christian và được xem là một trong những nhóm đô vật nổi tiếng của WWF. Anh cũng được xem là người nhiều lần giành đai tag team championship WWE với  12 lần giành đai khi đấu cặp. Edge trước đây cũng hợp tác với biểu tượng American Hulk Hogan. Về sau này, Edge được WWE thay đổi hình tượng sang nhân vật phản diện, trở thành một trong những đô vật chơi xấu nhất trong WWE.
Thứ 2 ngày 7/5/2007, anh ta đánh bại Mr. Kennedy để giành Money in the Bank. Sau đó anh giành được đai World Heavyweight Championship sau khi dùng tiền để trao đổi, khi bắt đầu trận đấu của anh với The Undertaker; và Edge đã đánh bại The Undertaker với sự giúp đỡ của Mark Henry. Ngày 17/7/2007, do phải chữa trị  chấn thương ở vùng ngực, Edge đã phải từ bỏ đai World Heavyweight Championship.
Vào ngày 18 tháng 11 năm 2007, anh đã trở lại trong Survivor Series. Sự trở lại này đã được WWE quảng bá rất nhiều trên TV cũng như trên Internet và Edge cũng đã được chọn là hình ảnh quảng bá cho Survivor Series. Trong trận đấu tranh đai World Heavyweight Champion giữa Batista và Undertaker thuộc thể loại Hell in the cell, Edge đã giả vờ làm thợ quay phim. Khi Undertaker hạ gục Batista, Edge đã sử dụng máy quay đánh vào đầu Undertaker, đánh dấu cho sự trở lại để trả thù Undertaker.
Ngày 16 tháng 12 năm 2007, tại Armegeddon ở Pittsburgh, Pennsylvania, Edge đã trở thành nhà vô địch World Heavyweight Champion, sau khi đánh bại Batista và Undertaker trong trận Triple Threat. Nhưng ở WrestleMania XXIV, anh đã để mất chiếc đai huyền thoại khi thua Undertaker sau khi ông sử dụng chiêu Gogoplata.
Vào tháng 8 năm 2008, anh chuẩn bị làm lễ cưới với Giám đốc quản lý của Smackdown là Vickie Gurrero trong một chương trình Smackdown thì Triple H lên và phá đám cưới bằng cách cho Vickie xem 1 đoạn băng trong đó Edge đang âu yếm người phụ dâu . Vickie rất tức giận và sắp xếp cho Edge đấu với The Undertaker tại Pay Per View Summer Slam với thể thức đấu là Hell in a cell (đấu trong lồng lưới B40). Tại trận này The Undertaker đã thắng Edge bằng tuyệt chiêu Tombstone, sau đó ông đã quay lại và dùng chiêu Chokeslam ném Edge xuống làm thủng sàn.
Trong trận Triple Threat Match để tranh danh hiệu WWE championship tại PPV Survivor Series, Edge đã quay lại và thay thế Jeff Hardy (bị ngất không rõ lý do).Edge đã đánh bại TripleH và Vlardimir Kozlov để giành được danh hiệu này. Nhưng anh lại để mất danh hiệu này vào tay Jeff Hardy trong PPV Armageddon cũng như trong trận Triple Threat Match sau khi thua Triple H. Trong PPV No Way Out 2009 tổ chức tại thành phố Seattle, tại trận WWE Championship Elimination Chamber Match gồm Edge, Jeff Hardy, The Undertaker, Big Show, Vlardimir Kozlov, Triple H và anh đã đánh mất danh hiệu WWE Championship sau khi bị Jeff Hardy pin. Nhưng cũng đêm đó tại trận World Heavy Weight Championship Elimination Chamber Match anh đã tấn công Kofi Kingston để bước vào trận đấu và anh đã giành chiến thắng trước John Cena (đương kim vô địch), Mike Knox, Kane, Rey Mysterio, Chris Jericho để giành được danh hiệu cao quý này. Hiện nay, anh đang bị chấn thương chân sau trận đấu với Jeff Hardy tại một house show.

## Trở lại 2010 và 2012
Ngày 31 tháng 1 năm 2010, tại Royal Rumble, Edge làm khán giả bất ngờ trở về lại ở vị trí số 29 sau đó thắng trận. Anh còn có quyền chọn đối thủ của mình tại WrestleMania, anh đã chọn đấu với đương kim World Heavyweight Championship Chris Jericho, từng là đồng đội cũ nhưng đang là kẻ thù của anh. Nhưng anh đã không thắng được Chris Jericho tại Wrestlemania 26, do Chris Jericho đã chơi xấu, qua mặt trọng tài để lấy đai lên tấn công anh, rồi Edge bị dính 2 lần chiêu Codebreaker của Jericho. Sau khi thua trận, anh đã tức giận và Spear Chris Jericho trên bàn bình luận viên. Vào show Smackdown tiếp theo, anh có trận tái đấu tranh đai cùng với Chris Jericho, lúc anh gần thắng thì Jack Swagger đã dùng chiếc vali tiền đánh vào đầu anh và thách đấu với Chris Jericho. Và thế làm Jack Swagger đã giành lấy được chiếc đai World Heavyweight Championship. Tại PPV Extreme Rules, anh đã hạ được jericho trong trận steel cage match. Sau đó anh được chuyển sang thi đấu cho Raw, anh bắt đầu mối thù với Randy Orton, 2 người đụng độ nhau ở Over The Limit, nhưng kết quả trận đấu là hòa. Tại Fatal 4 Way, Edge tham gia trận đấu cùng John Cena,Randy Orton và Sheamus để tranh đai WWE Championship, nhưng anh đã không giành được chức vô địch này. Tại Money in the bank, anh là một trong 8 người tham gia trận money in the bank ladder match, nhưng anh vẫn để tuột mất chiếc vali tiền này.
Các show tiếp theo, với sự quấy phá liên tục của The Nexus, Edge đã gia nhập đội Team RAW Superstar gồm John Cena, John Morrison, R-Truth, Daniel Bryan, Chris Jericho và "HitMan" Bret Hart để chống lại The Nexus tại PPV SummerSlam khi chính anh cũng bị The Nexus tấn công. Nhưng vì có mâu thuẫn với Khali và Cena nên anh rời khỏi đội. Nhưng sau này, anh đã thuyết phục Chris Jericho trở lại đội và Team RAW Superstar đã thắng The Nexus. Về sau anh đã chiến thắng nhiều trận và đã chuyển sang thi đấu cho SmackDown và giúp Team SmackDown thắng Team RAW trong BRAGGING RIGHTS 2010. Và tại show SmackDown anh có 1 trận đấu với Rey Mysterio và Alberto Del Rio, anh đã giành chiến thắng và là ứng viên số 1 để tranh đai với World Heavyweight Champion Kane trong Survivor Series 2010. Trong trận đấu, Edge đã Spear Kane, vì quá mệt nên anh đã nằm trên sàn cùng Kane. Tay của anh đặt lên mình Kane và tay của Kane cũng đặt lên mình Edge. Sau khi trọng tài pin thì Edge cứ tưởng mình đã chiến thắng nhưng trọng tài đã quyết định trận đấu này có kết quả là hòa. Và Kane vẫn giữ chức vô địch. Kế tiếp là trận đấu giữa anh với Kane, Rey Mysterio và Alberto Del Rio tại PPV TLC. Kết quả là anh đã giành chiến thắng và có chức vô địch World Heavyweight Champion. Tại Royal Rumble 2011,anh thù với Dolph Ziggler, và mặc dù bị Vickie Guerrero cấm sử dụng chiêu cuối Spear trong trận đấu tranh đai với Dolph Ziggler, nhưng Edge vẫn giành chiến thắng. Vào ngày 20 tháng 2 anh tham gia trận SmackDown Elimination Chamber cùng với Dolph Ziggler, Drew McIntyre, Kane, Wade Barrett và Rey Mysterio cho đai World Heavyweight Champion và anh đã thắng nhưng Alberto Del Rio đã lên và đánh lén và Christian đã giúp anh tấn công trả lại Alberto Del Rio.Nhưng sau khi WrestleMania XXVII kết thúc thì Edge vẫn giữ được đai trước Alberto Del Rio còn Edge đã giải nghệ ở RAW tuần trước.Theo thông tin, do bị mất cảm giác ở bàn tay (hiệu ứng bị gãy cổ vẫn còn) và không thuận tiện cho việc đấu vật, Edge chính thức giải nghệ sau 16 năm chinh chiến (1995-2011). Mặc dù vậy, Edge vẫn còn 1 năm hợp đồng với WWE, vai trò hiện nay của Edge là Cố vấn kịch bản. Vào Summer Slam, Edge đã lên chỉ trích Christian và để Christian ở lại trong sự nhục nhã và Christian thua trận đấu.Tại Night of Champions, Edge trở lại và mở show The Cutting Edge với chủ đề Edge Appearance Party. Edge đã cùng Randy Orton và Mark Henry nói chuyện cho đến khi 2 người chuẩn bị đánh nhau thì Edge bỏ chạy.Tại Hall of Fame 2012, Edge đã đổi kiểu tóc và được bầu làm Hall of Famer danh dự trong năm.Tại WWE RAW, Edge trở lại và đã thuyết phục John Cena đấu với Brock Lesnar tại một trận đấu Extreme Rules kinh hoàng.

## Các chức vô địch và danh hiệu

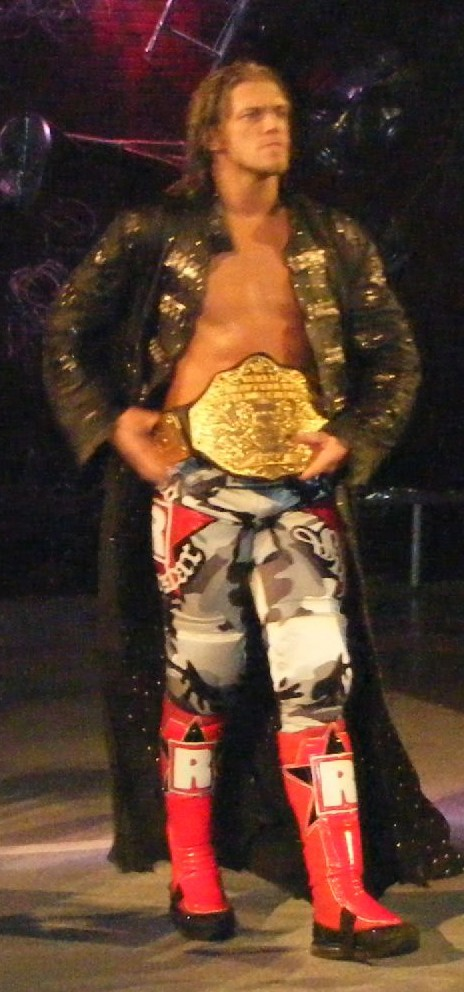
Edge trong lần giữ đai World Heavyweight Championship

- World Wrestling Federation / Entertainment

- WWE Championship (4 lần)
- World Heavyweight Championship (7 lần)
- WWE Intercontinental Championship (5 lần)
- WCW United States Heavyweight Championship (1 lần)
- WWF/E World Tag Team Championship (12lần) - với Christian (7), Chris Benoit (2), Hulk Hogan (1),Randy Orton (1),Chris Jericho (1)
- WWE Tag Team Championship (1 time) - với Rey Mysterio
- King of the Ring (2001)
- Mr. Money in the Bank (2005, 2007)
- Thắng trận Royal Rumble 2010

Đòn cuối của Edge là "Edgecution" (gần giống DDT) và Spear (Chạy và húc người vào đối phương)

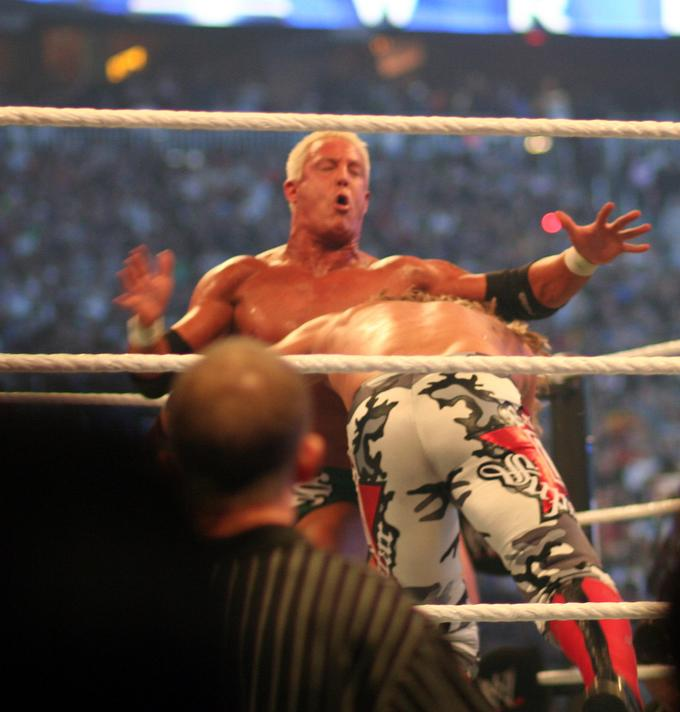
Edge tung ra đòn Spear

Nhạc xuất hiện: Metalingus. Trợ lý: Lita (2005 - 2006)